# Acipenser transmontanus
Lo storione bianco (Acipenser transmontanus Richardson, 1836) è un pesce appartenente alla famiglia Acipenseridae.

## Distribuzione e habitat
È endemico delle coste pacifiche del Nord America tra l'Alaska e la Baja California. È stato introdotto in molti altri stati degli USA e in alcuni allevamenti dell'Europa: è soprattutto allevato in Italia.

È una specie anadroma che vive in mare e penetra nei fiumi solo per la riproduzione ma si conoscono anche popolazioni che passano tutta la loro vita nei fiumi.

## Descrizione
Simile agli altri storioni, si distingue per il numero dei raggi delle pinne e dalle caratteristiche degli scudi ossei cutanei.
Il colore è grigio brunastro con ventre bianco e pinne grigie.
Può raggiungere i 600 cm di lunghezza e vivere fino a 104 anni. Gli esemplari anadromi possono pesare fino a 682 kg, mentre quelli esclusivamente di acqua dolce non raggiungono dimensioni così elevate.

## Biologia

### Alimentazione
Gli adulti catturano prevalentemente pesci (spinarelli, lamprede, altri storioni) e anfibi, i giovani insetti (Tricotteri, Chironomidi, Efemerotteri), crostacei (anfipodi, gamberetti, copepodi) ed altri invertebrati come molluschi.

### Riproduzione
Si riproduce nei fiumi, e ritorna al mare dopo la deposizione. Tende a scegliere zone con corrente non troppo forte e fondali sabbiosi per riprodursi.

## Pesca
Viene comunemente allevato in cattività, quasi tutti gli storioni nei laghetti per pesca sportiva in Italia appartengono a questa specie. Le carni sono eccellenti e le uova si prestano alla produzione di caviale di ottima qualità.

## Conservazione
Le principali minacce sono dovute all'attività umana sui fiumi, che rende difficoltoso ai pesci raggiungere i siti riproduttivi e alla pesca. La specie è comunque classificata come "a rischio minimo" (LC) dalla lista rossa IUCN.